# Tour de Turquía 2011
El Tour de Turquía 2011, la 47.ª edición de la prueba, tuvo lugar del 24 de abril al 1 de mayo de 2011, sobre un trazado de 1.388,7 km.
La prueba perteneció al UCI Europe Tour 2010-2011 de los Circuitos Continentales UCI, dentro de la máxima categoría para vueltas de varias etapas: 2.HC.
Su ganador final en la clasificación general fue el ruso Aleksandr Yefimkin, del equipo Type 1-Sanofi Aventis, tras ser el más fuerte de un grupo de 10 corredores que distanciaron al pelotón en más de 11 minutos en la 5.ª etapa.

## Equipos participantes
Tomaron parte en la carrera 22 equipos con entre 6 (Liquigas-Cannondale) y 8 corredores cada uno, siendo en total 168 los ciclistas que la comenzaron, de los que la acabaron 137. Los equipos participantes fueron:

### EquiposUCI ProTeam
- Team Garmin-Cervélo
- Omega Pharma-Lotto
- Lampre-ISD
- Liquigas-Cannondale
- Saxo Bank-Sungard
- Pro Team Astana

### EquiposProfesionales Continentales
- Cofidis, le Crédit en Ligne
- FDJ
- Colnago-CSF Inox
- Androni Giocattoli
- Veranda's Willems-Accent
- Farnese Vini-Neri Sottoli
- Team NetApp
- SpiderTech powered by C10
- De Rosa-Ceramica Flaminia
- Caja Rural
- Skil-Shimano
- Team Type 1-Sanofi Aventis
- Colombia es Pasión-Café de Colombia
- Andalucía Caja Granada

### EquiposContinentales
- Manisaspor Cycling Team
- Konya-Torku Seker Spor-Vivelo

## Etapas
| Etapa | Ruta                | Distancia | Fecha                  | Ganador de la etapa |
| ----- | ------------------- | --------- | ---------------------- | ------------------- |
| 1.ª   | Estambul-Estambul   | 140,1 km  | domingo, 24 de abril   | Andrea Guardini     |
| 2.ª   | Kusadasi-Turgutreis | 178 km    | lunes, 25 de abril     | Valentin Iglinskiy  |
| 3.ª   | Bodrum-Marmaris     | 166 km    | martes, 26 de abril    | Manuel Belletti     |
| 4.ª   | Marmaris-Pamukkale  | 207 km    | miércoles, 27 de abril | Alessandro Petacchi |
| 5.ª   | Denizli -Fethiye    | 218,6 km  | jueves, 28 de abril    | Matteo Rabottini    |
| 6.ª   | Fethiye-Finike      | 184 km    | viernes, 29 de abril   | André Greipel       |
| 7.ª   | Tekirova-Manavgat   | 138 km    | sábado, 30 de abril    | Andrea Guardini     |
| 8.ª   | Side-Alanya         | 157 km    | domingo, 1 de mayo     | Kenny van Hummel    |

## Clasificaciones finales

### Clasificación general
| Posición | Ciclista           | Equipo                      | Tiempo      |
| -------- | ------------------ | --------------------------- | ----------- |
|          | Aleksandr Yefimkin | Type 1-Sanofi Aventis       | 33h 45' 48" |
| 2        | Andrey Zeits       | Astana                      | + 1' 13"    |
| 3        | Thibaut Pinot      | FDJ                         | + 1' 33"    |
| 4        | Thomas Peterson    | Garmin-Cervélo              | + 1' 50"    |
| 5        | Cameron Wurf       | Liquigas-Cannondale         | + 2' 17"    |
| 6        | Bartosz Huzarski   | NetApp                      | + 11' 12"   |
| 7        | Egoitz García      | Caja Rural                  | + 11' 17"   |
| 8        | Wesley Sulzberger  | FDJ                         | + 11' 19"   |
| 9        | Riccardo Chiarini  | Androni Giocattoli          | + 11' 23"   |
| 10       | Nicolas Edet       | Cofidis, le Crédit en Ligne | m.t.        |

### Clasificación de la montaña
| Posición | Ciclista            | Equipo                              | Puntos |
| -------- | ------------------- | ----------------------------------- | ------ |
|          | Luis Felipe Laverde | Colombia es Pasión-Café de Colombia | 26     |
| 2        | Alexander Efimkin   | Team Type 1-Sanofi Aventis          | 20     |
| 3        | Yoann Bagot         | Cofidis, le Crédit en Ligne         | 16     |

### Clasificación por puntos
| Posición | Ciclista            | Equipo                   | Puntos |
| -------- | ------------------- | ------------------------ | ------ |
|          | Alessandro Petacchi | Lampre-ISD               | 69     |
| 2        | Stefan Van Dijk     | Veranda's Willems-Accent | 52     |
| 3        | Tyler Farrar        | Garmin-Cervélo           | 49     |

### Clasificación de los sprints especiales
| Posición | Ciclista            | Equipo                    | Puntos |
| -------- | ------------------- | ------------------------- | ------ |
|          | Arturo Mora         | Caja Rural                | 10     |
| 2        | Alessandro Petacchi | Lampre-ISD                | 5      |
| 3        | Andrea Guardini     | Farnese Vini-Neri Sottoli | 5      |

### Clasificación por equipos
| Posición | Equipo                      | Tiempo       |
| -------- | --------------------------- | ------------ |
|          | FDJ                         | 101h 39' 41" |
| 2        | Astana                      | + 1' 32"     |
| 3        | Cofidis, le Crédit en Ligne | + 11' 52"    |